# Jolanta Żyśko
Jolanta Maria Żyśko (ur. 25 maja 1964) – polska teoretyczka sportu, prorektor Akademii Wychowania Fizycznego Józefa Piłsudskiego w Warszawie.

## Życiorys
Jolanta Żyśko ukończyła studia w Akademii Wychowania Fizycznego Józefa Piłsudskiego w Warszawie. Tamże w 1998 uzyskała stopień doktora nauk o kulturze fizycznej, specjalność organizacja kultury fizycznej, na podstawie dysertacji Zmiany struktury organizacyjnej kultury fizycznej w Polsce po 1989 roku (promotor: Lech Jaczynowski). W 2009 habilitowała się z nauk o kulturze fizycznej, specjalność teoria sportu, na podstawie rozprawy: Zmiany we współczesnych systemach zarządzania sportem wyczynowym w wybranych krajach europejskich.
Od 1990 pracuje naukowo w zakresie nauk organizacji i zarządzania sportem. Zawodowo związana przede wszystkim z macierzystą uczelnią. Kierowniczka Katedry Zarządzania, Organizacji i Ekonomii Wydziału Wychowania Fizycznego. Prorektor AWF w Warszawie ds. promocji i rozwoju uczelni w kadencji 2020–2024. Odbyła roczny staż naukowy w Institute of Sport & Leisure Policy Uniwersytetu w Loughborough. W latach 2013–2020 rektora Szkoły Głównej Turystyki i Hotelarstwa Vistula.
Sekretarz Generalna Międzynarodowego Towarzystwa Nauk Społecznych o Sporcie (ISSSS), członkini zarządu Europejskiego Stowarzyszenia Zarządzania Sportem (EASM) oraz Europejskiej Sieci Nauk o Sporcie, Edukacji i Zatrudnieniu (ENSSEE). Członkini Polskiego Towarzystwa Prawa Sportowego, Polskiego Towarzystwa Nauk Społecznych o Sporcie. Była prezydentką Polskiej Korporacji Menedżerów Sportu. Członkini grupy ekspertów Komisji Europejskiej ds. zarządzania zasobami ludzkimi w sporcie (2014–2017). Przewodnicząca Rady ds. Kształcenia i Doskonalenia Kadr Kultury Fizycznej Ministra Sportu. Członkini Polskiej Komisji Akredytacyjnej.
Kilkukrotna mistrzyni Polski w żeglarstwie regatowym w klasie 470 oraz uczestniczka Igrzysk Dobrej Woli w 1986.

## Wyróżnienia i odznaczenia
- Srebrny Krzyż Zasługi[2]
- Srebrna Odznaka „Zasłużony Działacz Kultury Fizycznej”[2]
- Medal Komisji Edukacji Narodowej[2]